# Белое Озеро (станция)
Белое Озеро (башк.: Аҡ Күл) — станция 5 класса Башкирского региона Куйбышевской железной дороги, расположенная в одноимённом селе Белоозерского сельсовета Гафурийского района республики Башкортостан.

## Расположение и инфраструктура
Железнодорожная станция расположена в границах села Белое Озеро. Возможен подъезд на автотранспорте по грунтовой дороге. Общественный транспорт к станции не подходит. В 2,0 км к югу от станции расположен автодорожный переезд через ж/д пути (автодорога на Толбазы, Табынское, Красноусольский.
Станция имеет четыре пути и одну боковую низкую длинную платформу с западной стороны. Имеется небольшое здание вокзала, с 07:30 до 16:30 работает пригородная касса. Коммерческие операции, выполняемые по станции: прием и выдача повагонных отправок грузов, допускаемых к хранению на открытых площадках станций; прием и выдача грузов в универсальных контейнерах массой брутто 24 (30) и 30 т на подъездных путях; прием и выдача грузов повагонными и мелкими отправками, загружаемых целыми вагонами, только на подъездных путях и местах необщего пользования; прием и выдача грузов в универсальных контейнерах массой брутто 20 и 24 т на подъездных путях; продажа билетов на все пассажирские поезда. Прием и выдача багажа.

## Дальнее сообщение
Пассажирские поезда №371/372 Уфа - Андижан и №381/382 Уфа - Ташкент на станции Белое Озеро не останавливаются.
В прошлом некоторые поезда дальнего следовании имели остановку по станции Белое Озеро:
| Поезд | Сообщение                  | Дни курсирования     |
| ----- | -------------------------- | -------------------- |
| -     | Уфа — Оренбург             | С 2010 года отменён  |
| -     | Оренбург — Уфа             | С 2010 года отменён  |
| -     | Кумертау — Москва          | С 24.05.2012 отменён |
| -     | Москва — Кумертау          | С 24.05.2012 отменён |
| -     | Кумертау — Санкт-Петербург | С 10.2011 отменён    |
| -     | Кумертау-Нижневартовск     | С 24.05.2012 отменён |
| -     | Кумертау — Новый Уренгой   | С 24.05.2012 отменён |
| 381Ь  | Ташкент — Уфа              |                      |

## Пригородное сообщение
Станция Белое Озеро является промежуточной для всех пригородных поездов. Пригородное сообщение осуществляется рельсовыми автобусами РА1 и РА2. По состоянию на март 2020 года остановку на станции Белое Озеро имеют поезда:
- Стерлитамак — Карламан (ежедневно, 1 поезд в сообщении Стерлитамак - Карламан, 2 поезда в сообщении Карламан - Стерлитамак, время в пути от/до Стерлитамака - 1 час, от/до Карламана - 1 час 7 минут - 1 час 15 минут)
- Стерлитамак — Уфа (ежедневно, 1 пара поездов, время в пути от/до Стерлитамака - 1 час, от/до Уфы - 2 часа 39 минут - 2 часа 48 минут)

Текущее расписание пригородных поездов по железнодорожной станции Белое Озеро можно посмотреть здесь:
- Расписание пригородных поездов. Яндекс.Расписания.